# バーバラ・レントラー
バーバラ・レントラー （Barbara Rentler）(1957から58年生まれ) はFortune 500 の会社である、ロスストア(Ross Stores Inc.)の現CEOを務める女性経営者である。

## 経歴
レントラーは、ロスストアに　1986年2月に入社した。シニアバイスプレジデントになった2001年2月まで、色々な商品企画の仕事をした。 
ドッツ・ディスカウント（dd's DISCOUNTS）のSenior Vice President and Chief Merchandising Officerになる2002年1月まで、その仕事を続けた。
2005年2月から2006年12月まで、同社でExecutive Vice President and Chief Merchandising Officerを務めた。.
2006年12月のはじめに、ロスストアのExecutive Vice President of Merchandisingとなり、ロスストアのアパレル商品とアパレル関連商品の責任者を務めた。
2009年9月, Ross Dress for LessのPresident and Chief Merchandising Officerとなった。 その後、5年たたない2014年5月7日に、Chief Executive Officer に昇進した。
2014年6月1日、前CEOのMichael Balmuthの退任に伴い、CEOに就任した。
2019年9月、フォーブス（Forbes ）のアメリカの最も革新的なリーダー（list of America's Most Innovative Leaders）に選ばれたが、その100人中、99人が男性で、彼女はたった1人の女性だった。